# Adela Secall
Adela Secall Corvalán, née le 25 juillet 1980 à Moscou, est une actrice chilienne.

## Biographie
Adela Secall naît le 25 juillet 1980 à Moscou, où ses parents se sont réfugiés à la suite du coup d’État militaire et à la dictature du général Augusto Pinochet au Chili.
Elle vit à Moscou jusqu'en 1989.
Elle commence sa carrière professionnelle pour la télévision en 1996, dans la série télévisée chilienne Adrenalina.
Sa première participation dans un film, le long métrage chilien Corononación de 2000, réalisé par Silvio Caiozzi lui donne accès à la notoriété.
Pour l'année 2000, elle reçoit le prix de la meilleure actrice au Festival de Carthagène des Indes, en Colombie, et reçoit une nomination pour le prix Altazor du Chili pour ce film.
Elle a acquis son premier rôle principal dans la telenovela chilienne Idolos, diffusée en 2004 et 2005 sur la chaîne publique TNC, dans laquelle elle incarne Sofia Leyton, une femme qui simule un enlèvement.
Elle apparaît dans des séries télévisées sur TVN, Mega Canal 13, où elle participe dès son plus jeune âge à des productions comme Marparaíso ou Cerro Alegre.
Elle travaille beaucoup pour les telenovelas durant les années 2000 et 2010, mais elle s’en éloigne peu à  peu pour se concentrer sur les ateliers pour enfants et le théâtre. Elle y explique les raisons pour lesquelles elle est née à Moscou.
En 2013, elle obtient son premier rôle au théâtre dans la pièce argentine Cuestión de principios, où elle joue aux côtés de son père, l’acteur, José Secall.
En 2024, Adela Secall soutient différentes créations réalisées par des femmes, travaille sur des projets culturels et quelques pièces de théâtre. Elle a récemment participé à Domesticada, un projet qu'elle a promu sur ses réseaux sociaux.

## Filmographie à la télévision

### Telenovelas
| Telenovelas | Telenovelas            | Telenovelas              | Telenovelas |
| Année       | Telenovela             | Rôle                     | Chaîne      |
| ----------- | ---------------------- | ------------------------ | ----------- |
| 1996        | Adrenalina             | Daniela del Canto        | Canal 13    |
| 1998        | Marparaíso             | Rosario                  | Canal 13    |
| 1999        | Cerro Alegre           | Rosita Chávez            | Canal 13    |
| 1999        | Fuera de Control       | Antonieta                | Canal 13    |
| 2001        | Corazón Pirata         | Yasmine Saud             | Canal 13    |
| 2002        | Buen Partido           | Valeria Márquez          | Canal 13    |
| 2003        | Puertas Adentro        | Macarena Rivera          | TVN         |
| 2004        | Los Pincheira          | María Jorquera "La Gata" | TVN         |
| 2004        | Ídolos                 | Sofía Leyton             | TVN         |
| 2005        | Los Treinta            | Martina Simonetti        | TVN         |
| 2005        | Los Capo               | Rosalía Benavente        | TVN         |
| 2006        | Cómplices              | Macarena Quintana        | TVN         |
| 2008        | Viuda Alegre           | Paola Zulueta            | TVN         |
| 2009        | Los exitosos Pells     | Mimí Donoso              | TVN         |
| 2010        | Martín Rivas           | Edelmira Molina          | TVN         |
| 2011        | El Laberinto de Alicia | Paula Moncada            | TVN         |
| 2011        | Su nombre es Joaquín   | Laura Mardones           | TVN         |
| 2013        | Dos por uno            | Alejandra Mardones       | TVN         |